# Veyretella hetaerioides
Veyretella hetaerioides är en orkidéart som först beskrevs av Victor Samuel Summerhayes, och fick sitt nu gällande namn av Dariusz Lucjan Szlachetko och Tomasz Sebastian Olszewski. Veyretella hetaerioides ingår i släktet Veyretella och familjen orkidéer.
Artens utbredningsområde är Gabon. Inga underarter finns listade i Catalogue of Life.